# Jürgen Gerlach (Politiker)

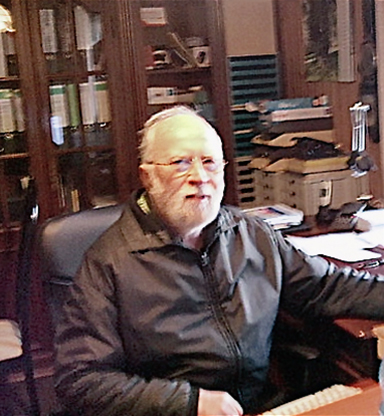
Jürgen Gerlach

Jürgen Werner Friedrich Gerlach (* 6. März 1938 in Kassel) ist ein Diplom-Kaufmann, Geschäftsführer, Unternehmensberater und Politiker aus dem südhessischen Wald-Michelbach. Von September 2001 bis September 2007 war er Bundesvorsitzender der Tierschutzpartei.

## Familie
Jürgen Gerlach kam als Sohn des Baudirektors Ernst Gerlach und dessen Frau Eva geb. Tröller zur Welt. Er war der Zweitälteste von insgesamt sechs Geschwistern. In seiner Kindheit haben ihn vor allem die Nachkriegsereignisse und das Zusammenleben in einer großen Familie geprägt. Er ist seit 1988 verheiratet und hat einen Sohn sowie zwei Töchter.

## Beruflicher Werdegang
Von 1945 bis 1949 besuchte Gerlach die Grundschule in Eschwege. Da seine Familie aufgrund der Suche nach einer beruflichen Betätigung seines Vaters öfter umziehen musste, verschlug sie es letztendlich nach Südhessen, wo er anschließend von 1949 bis 1958 das Alte Realgymnasium (heute: Georg-Büchner-Schule) in Darmstadt besuchte, an dem er auch sein Abitur absolvierte.
Von 1958 bis 1960 folgte eine Banklehre bei der Stadt- und Kreissparkasse in Darmstadt. Danach studierte er von 1960 bis 1961 industrielle Betriebswirtschaftslehre an der Technischen Hochschule Darmstadt (heute Technische Universität Darmstadt) und von 1961 bis 1963 Betriebswirtschaftslehre und Volkswirtschaftslehre an der Johann Wolfgang Goethe-Universität in Frankfurt am Main. Während dieser Zeit besuchte er dort auch Vorlesungen des Soziologen und Philosophen Theodor W. Adorno. Die 68er-Generation, deren Vordenker Adorno war, hat auch Gerlachs Überzeugungen maßgeblich beeinflusst.
Ab September 1963 war er im Maschinenbau bei der Firma Dr. Reutlinger & Söhne GmbH in Darmstadt tätig. Hier arbeitete er bis 1994 als Prokurist dieses mittelständischen Sondermaschinenherstellers und anschließend als kaufmännischer Geschäftsführer des kleineren High-Tech-Unternehmens MG Microscope GmbH in Bammental im Bereich „konfokale Mikroskopie“. Im Jahr 1998 trat er aus Altersgründen in den Ruhestand.

## Politik
Im Oktober 1995 trat Gerlach der Tierschutzpartei bei und begründete einen Monat später deren hessischen Landesverband mit, der zunächst etwa zehn Mitglieder hatte. Bis 1997 war er stellvertretender Landesvorsitzender in Hessen, 1997 wurde er dann als Nachfolger von Nadja Lindacher Landesvorsitzender. Ab 1997 gehörte er dem Bundesvorstand als Beisitzer an und ab 1999 als zweiter stellvertretender Bundesvorsitzender. Ab September 2001 war er Bundesvorsitzender der Partei, nachdem seine Vorgängerin, die Autorin Gisela Bulla, im September 2000 von diesem Amt zurückgetreten war; zeitgleich legte er sein Amt als hessischer Landesvorsitzender nieder. Auf dem Bundesparteitag am 29. September 2007 trat er nicht mehr an. In seine sechsjährige Amtszeit fielen insgesamt 29 Bundesvorstandssitzungen sowie elf Bundesparteitage. Zu seinem Nachfolger wurde Stefan Bernhard Eck gewählt. In der Folgezeit war er erneut Beisitzer im Bundesvorstand.
Bei den Bundestagswahlen 1998, 2002 und 2005 fungierte er jeweils als Spitzenkandidat der hessischen Landesliste der Partei. 2002 erzielte er bei der Bundestagswahl als Direktkandidat im Bundestagswahlkreis Bergstraße insgesamt 1968 Erststimmen, was 1,3 % aller solchen Stimmen ausmachte. Bei den hessischen Landtagswahlen von 1999 und 2003 war er ebenfalls Kandidat. Bei letzterer erzielte er als Direktkandidat im Wahlkreis Bergstraße II 1046 Stimmen, was 1,8 % entsprach. Darüber hinaus trat er bei den Wahlen zum Europäischen Parlament von 1999 und 2004 an, bei letzterer als Spitzenkandidat. Von 1997 bis 2001 saß Gerlach außerdem im Ortsbeirat von Unter-Schönmattenwag, einem Ortsteil von Wald-Michelbach, in dem er seit 1991 wohnt.

## Sonstiges
Gerlach ist seit 1990 Vegetarier und seit 1998 Veganer. Außerdem war er im Jahr 1991 Mitbegründer der Tierhilfe Odenwald e. V. und wurde dort zweiter Vorsitzender. Im Jahr 1994 fusionierte dieser Verein mit der Tierschutzinitiative Bad König und Umgebung zur Tierschutzinitiative Odenwald e. V. deren Mitglied er seither ist. Außerdem ist er förderndes Mitglied der Fondation Franz Weber, die den Internationalen Gerichtshof für Tierrechte ins Leben gerufen hat.
Zu Gerlachs Hobbys zählt neben dem politischen Tierschutz, der laut eigenen Aussagen zu seiner Hauptbeschäftigung wurde, die Beschäftigung mit der Tierrechtsphilosophie. Maßgeblich beeinflusst haben ihn die Tierrechtsphilosophen Helmut F. Kaplan, Tom Regan, Peter Singer und Carlo Consiglio.

## Bibliographie
- mit Martina Gerlach: Nachruf für einen Kettenhund oder 370 Tage leben. In: Anke Dalder (Hrsg.): Anders - aber trotzdem glücklich: Hunde mit Handicap. Mariposa Verlag, Berlin 2007, ISBN 978-3-927708-39-6, S. 29–31 (Online).